# Pampatherium
Il pampaterio (gen. Pampatherium) è un mammifero xenartro estinto, appartenente ai cingolati. Visse nel Pleistocene (circa 1,8 milioni - 10 mila anni fa) e i suoi resti fossili sono stati ritrovati in Sudamerica e in Nordamerica.

## Descrizione
L'aspetto di questo animale era molto simile a quello degli odierni armadilli, con i quali era imparentato alla lontana. Le dimensioni, però, erano decisamente maggiori: il solo cranio della specie Pampatherium typum raggiungeva i 33 centimetri, e l'animale in vita doveva essere lungo circa due metri e pesare oltre 200 chilogrammi. Come l'armadillo gigante, questo animale era incapace di appallottolarsi, a causa della morfologia della corazza dermica. 

### Cranio
Il cranio di Pampatherium era piuttosto allungato, con un muso relativamente sottile. Le ossa mascellari, frontali e anche parietali erano occupate da grandi sinus, mentre le ossa pterigoidi formavano lame verticali che servivano ad ancorare potenti muscoli pterigoidei. L'arco zigomatico era massiccio ed era dotato di un'espansione suborbitale che aumentava la superficie d'inserzione del muscolo massetere. La mandibola era estremamente sviluppata in senso verticale, in contrasto con le mandibole presenti negli armadilli odierni. Il processo angolare, molto alto, richiama quello degli ungulati. 
I denti di Pampatherium non erano molto distinti fra loro: i primi tre denti anteriori possedevano una sezione ovale ed erano più piccoli, mentre quelli posteriori (di maggiori dimensioni) erano a sezione bilobata e reniforme. Ogni ramo mascellare e mandibolare era dotato di nove denti; al contrario delle altre forme simili come Holmesina, Pampatherium possedeva non uno ma due denti sull'osso premascellare. 

### Scheletro postcranico

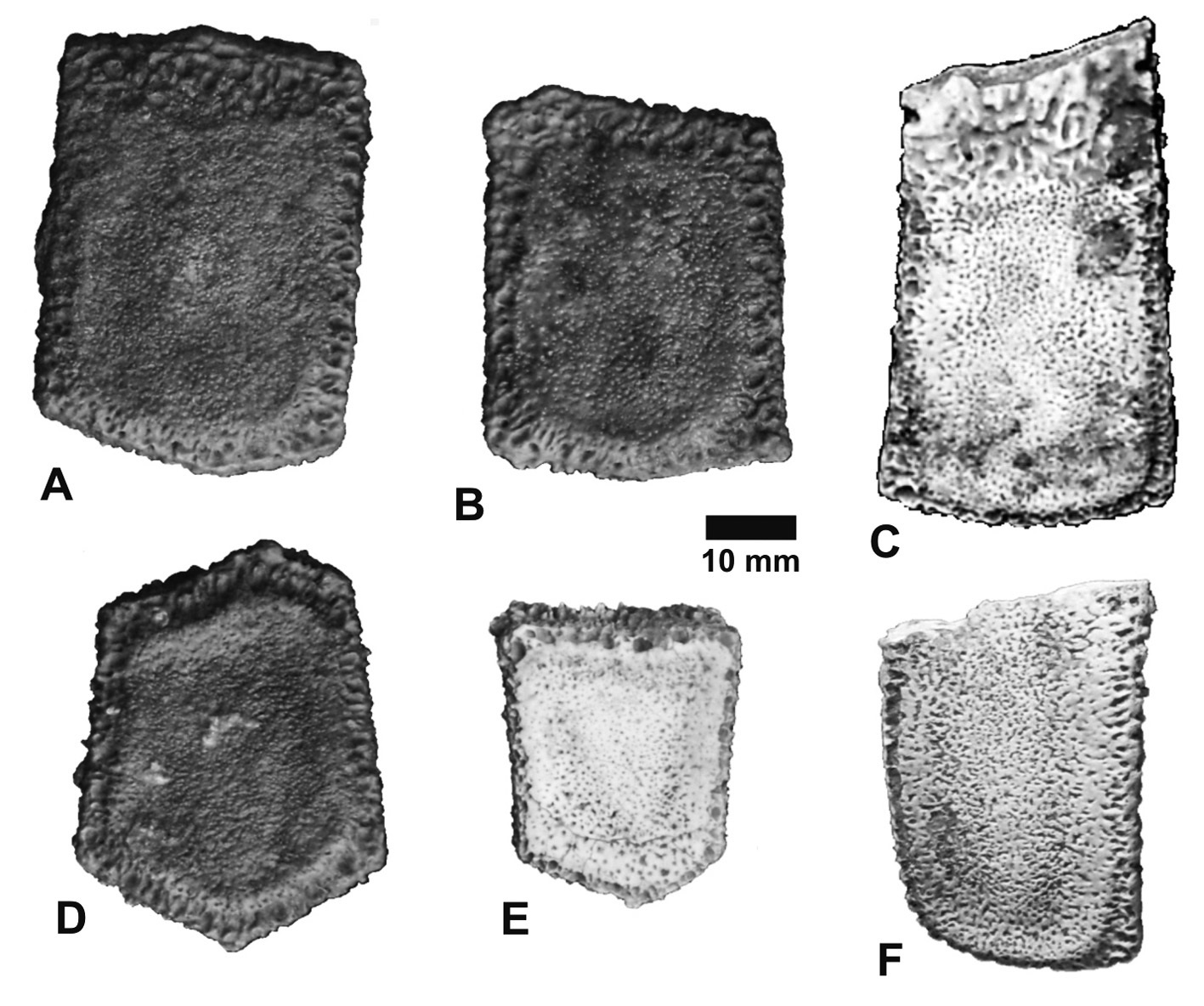
Osteodermi di Pampatherium humboldtii

Il carapace di Pampatherium era molto grande e pesante. Il corpo era protetto da un corto scudo scapolare, seguito da tre "cinture" mobili e da un lungo scudo pelvico, tutti costituiti da osteodermi uniti insieme. Ogni osteoderma possedeva una grande figura centrale quasi piatta, ben delimitata e finemente punteggiata, contornata da un'area marginale con fossette che dovevano corrispondere ai follicoli dei peli. Le placche della corazza caudale erano fortemente carenate.
Lo scheletro postcranico era massiccio, con anchilosi presenti tra le vertebre del collo e del dorso. Le zampe erano modificate in relazione all'enorme peso del carapace. Gli artigli delle mani erano smussati, depressi e di lunghezza moderata. I piedi, in particolare, erano larghi e massicci, con falangi corte e depresse e artigli che avevano quasi l'aspetto di zoccoli. In generale, tuttavia, le ossa dello scheletro richiamavano quelle degli attuali armadilli, anche se particolarmente robuste.

## Classificazione
Pampatherium è il genere eponimo dei Pampatheriidae, un gruppo di mammiferi cingolati affini agli armadilli, o forse una sottofamiglia della famiglia Chlamyphoridae. In particolare, Pampatherium è considerato uno dei generi più specializzati di questo gruppo, e anche l'ultimo ad apparire, insieme all'affine Holmesina. 
Il genere Pampatherium venne utilizzato per la prima volta nel 1880 da Paul Gervais e Florentino Ameghino, che andò a sostituire il nome precedente Chlamydotherium di Lund (1839), già utilizzato per un gliptodontide solo l'anno prima. La specie tipo è Pampatherium humboldtii, nota per numerosi fossili rinvenuti in terreni del Pleistocene medio e superiore in Brasile, Uruguay, Bolivia e Venezuela. Nel corso degli anni, numerose altre specie sono state ascritte a questo genere, ma solo due o tre sono considerate valide oltre alla specie tipo: P. typum, descritta da Gervais e Ameghino, molto diffusa nel Pleistocene superiore in Argentina, P. pygmaeum, anch'essa descritta da Ameghino e proveniente dall'Argentina, e P. mexicanum, definita da Edmund nel 1996 sulla base di osteodermi provenienti dal Pleistocene superiore del Messico; ad oggi, quest'ultimo ritrovamento rappresenta la testimonianza più settentrionale di Pampatherium.

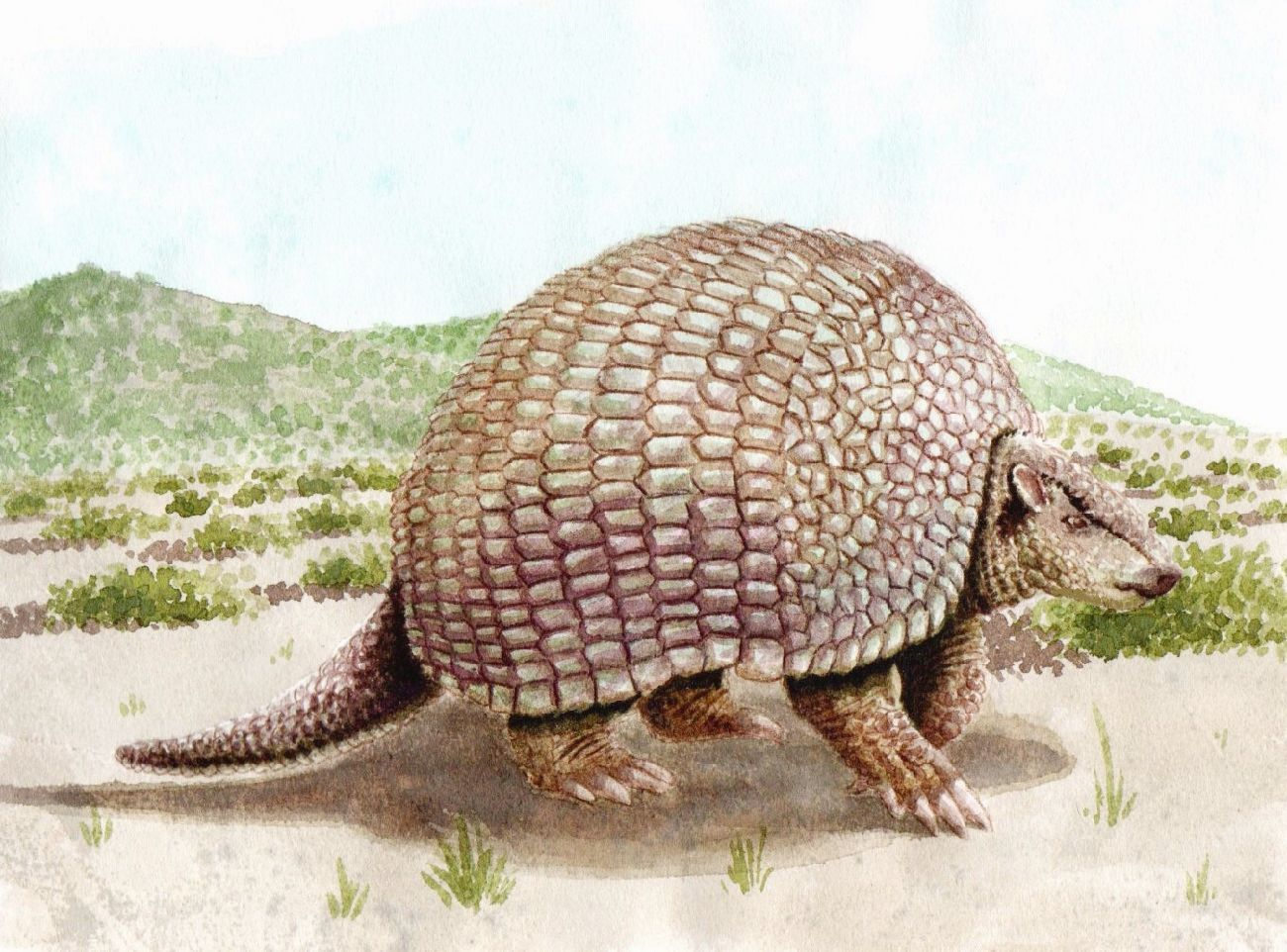
Ricostruzione di Pampatherium

## Paleoecologia
Il pampaterio, come dice il nome, viveva nelle sterminate pianure sudamericane note come pampas, tipiche dell'Argentina, e doveva difendersi dai predoni quali i canidi che cacciavano in branchi e gli zannuti Smilodon, immigrati dal Nordamerica. Un suo parente stretto, denominato Holmesina, percorse le Americhe in senso inverso, andando a colonizzare anche quella che è oggi la Florida.